# Al-Zawraa Sport Club
L'Al-Zawraa Sports Club (in arabo نادي الزوراء الرياضي‎?), noto come Al-Zawraa, è una società calcistica irachena di Baghdad, con sede a Karkh, quartiere della zona occidentale della capitale, dove fu fondata nel 1969. Milita nella Prima Lega, la massima serie del campionato iracheno di calcio.
È il club più titolato d'Iraq, avendo vinto 14 campionati iracheni, 16 Coppe d'Iraq, 4 Supercoppe d'Iraq e 3 Coppe d'Élite irachene. In quattro occasioni ha vinto il campionato da imbattuto ed è uno dei due club che hanno vinto i quattro trofei summenzionati nella stessa stagione (1999-2000). Vanta inoltre la più lunga striscia di imbattibilità nel campionato iracheno, con 39 partite consecutive senza sconfitte tra il 1993 e il 1994. A livello continentale, ha raggiunto il quarto posto nel campionato d'Asia per club 1996-1997 e il secondo posto nella Coppa delle Coppe dell'AFC 1999-2000.
La prima divisa è di colore bianco e il soprannome dei giocatori e dei tifosi del club è Al-Nawaris (i gabbiani).

## Storia
Il club fu fondato il 29 giugno 1969 con il nome di Al-Muwasalat ("il Trasporto"), che si iscrisse alla quarta divisione del campionato iraniano di calcio nella stagione 1969-1970. Nel 1970-1971 vinse il campionato e fu promosso in terza divisione, mentre nel 1971-1972 iniziò le attività la squadra riserve, l'Al-Muwasalat B, nato dalla fusione della squadra riserve dell'Al-Bareed e della squadra riserve dell'Al-Matar Al-Midani; la squadra riserve dell'Al-Muwasalat si iscrisse alla quarta divisione e, sotto la guida di Rasheed Radhi ottenne la promozione in terza divisione. Il 1º giugno 1972 il club cambiò nome in Al-Zawraa.

## Allenatori
| Periodo   | Allenatore         |
| --------- | ------------------ |
| 1969-1973 | Abdul-Wahab Khalaf |
| 1973-1974 | Dawud Al-Azzawi    |
| 1974-1975 | Rasheed Radhi      |
| 1975-1977 | Saadi Salih        |
| 1977-1984 | Anwar Jassam       |
| 1984-1985 | Rasheed Radhi      |
| 1985-1986 | Wathiq Naji        |
| 1986-1991 | Falah Hassan       |
| 1991      | Ali Kadhim         |
| 1991-1992 | Ammo Baba          |
| 1992      | Nawar Hussein      |
| 1992-1993 | Anwar Jassam       |
| 1993      | Abdul-Amir Naji    |
| 1993-1994 | Ammo Baba          |
| 1994-1995 | Kadhim Khalaf      |
| 1995      | Kadhim Al-Rubaie   |
| 1985      | Amer Jameel        |
| 1995      | Hadi Mutanish      |
| 1995-1996 | Adnan Hamad        |
| 1996-1997 | Hadi Mutanish      |
| 1997      | Ammo Baba          |

| Dates     | Name                       |
| --------- | -------------------------- |
| 1997-1998 | Anwar Jassam               |
| 1998      | Adnan Hamad                |
| 1998-1999 | Amer Jameel                |
| 1999-2001 | Adnan Hamad                |
| 2001      | Ibrahim Ali                |
| 2001      | Sabah Abdul-Jalil          |
| 2001      | Rasheed Radhi              |
| 2001-2002 | Adnan Hamad                |
| 2002      | Kadhim Khalaf              |
| 2002      | Saad Abdul-Hameed          |
| 2002      | Akram Salman               |
| 2002-2003 | Ahmed Radhi                |
| 2003      | Salam Hashim               |
| 2003-2004 | Adnan Hamad                |
| 2004      | Hadi Mutanish              |
| 2004-2005 | Basim Qasim                |
| 2005      | Mohammed Hussein Nasrallah |
| 2005-2007 | Salih Radhi                |
| 2007      | Karim Saddam               |
| 2007-2008 | Radhi Shenaishil           |
| 2008      | Kadhim Khalaf              |

| Dates     | Name                           |
| --------- | ------------------------------ |
| 2008-2009 | Yahya Alwan                    |
| 2009-2010 | Hazem Jassam                   |
| 2009-2010 | Essam Hamad                    |
| 2010      | Mohamed Jassim Mahdi           |
| 2010-2011 | Radhi Shenaishil               |
| 2011      | Karim Saddam                   |
| 2011-2012 | Yahya Alwan                    |
| 2012-2014 | Radhi Shenaishil               |
| 2014      | Jamal Ali                      |
| 2014-2015 | Emad Mohammed                  |
| 2015-2016 | Basim Qasim                    |
| 2016      | Thair Ahmed                    |
| 2016-2017 | Essam Hamad                    |
| 2017-2019 | Ayoub Odisho                   |
| 2019      | Bassim Luaibi (ad interim)     |
| 2019      | Hakim Shaker                   |
| 2019-2020 | Basim Qasim                    |
| 2020-2021 | Haidar Abdul-Amir (ad interim) |
| 2021-     | Radhi Shenaishil               |

## Palmarès

### Competizioni nazionali
- Campionato iracheno: 14

1975–1976, 1976–1977, 1978–1979, 1990–1991, 1993–1994, 1994–1995, 1995–1996, 1998–1999, 1999–2000, 2000–2001, 2005–2006, 2010–2011, 2015–2016, 2017–2018
- Coppa d'Iraq: 16

1975-1976, 1978-1979, 1980-1981, 1981-1982, 1988-1989, 1989-1990, 1990-1991, 1992-1993, 1993-1994, 1994-1995, 1995-1996, 1997-1998, 1998-1999, 1999-2000, 2016-2017, 2018-2019
- Coppa d'Élite irachena: 3

1991, 1993, 1995
- Supercoppa d'Iraq: 5

1998, 1999, 2000, 2017, 2021

## Organico

### Rosa
Aggiornata al 22 ottobre 2020.
| N. |                       | Ruolo | Calciatore                  |
| -- | --------------------- | ----- | --------------------------- |
| 2  | Iraq (bandiera)       | D     | Mustafa Mohammed            |
| 3  | Iraq (bandiera)       | D     | Ahmed Maknzi                |
| 5  | Iraq (bandiera)       | C     | Muntadher Mohammed          |
| 6  | Iraq (bandiera)       | C     | Mohammed Ridha Jalil        |
| 7  | Iraq (bandiera)       | C     | Ahmad Fadhel                |
| 9  | Iraq (bandiera)       | C     | Hussein Ali                 |
| 10 | Iraq (bandiera)       | A     | Alaa Abdul-Zahra (capitano) |
| 11 | Iraq (bandiera)       | D     | Dhurgham Ismail             |
| 12 | Iraq (bandiera)       | P     | Jalal Hassan                |
| 13 | Iraq (bandiera)       | C     | Mohammed Basheer            |
| 14 | Iraq (bandiera)       | D     | Najm Shwan                  |
| 15 | Mauritania (bandiera) | D     | Hassan Houbeib              |
| 16 | Siria (bandiera)      | C     | Zaher Midani                |
| 17 | Iraq (bandiera)       | A     | Mustafa Mahmoud             |

| N. |                           | Ruolo | Calciatore            |
| -- | ------------------------- | ----- | --------------------- |
| 19 | Iraq (bandiera)           | C     | Mahdi Kamel           |
| 20 | Iraq (bandiera)           | P     | Alaa Gatea            |
| 21 | Iraq (bandiera)           | C     | Mohammed Saleh        |
| 23 | Iraq (bandiera)           | D     | Husseini Abdul-Razzaq |
| 25 | Iraq (bandiera)           | C     | Ali Raheem            |
| 27 | Iraq (bandiera)           | D     | Mohammed Abdul-Karim  |
| 29 | Iraq (bandiera)           | D     | Abbas Qasim           |
| 31 | Iraq (bandiera)           | P     | Ali Yasin             |
| 32 | Iraq (bandiera)           | D     | Alaa Raad             |
| 33 | Iraq (bandiera)           | A     | Mustafa Hassan        |
| 40 | Iraq (bandiera)           | P     | Ali Talib             |
| 77 | Costa d'Avorio (bandiera) | A     | Cheick Moukoro        |
| 88 | Iraq (bandiera)           | A     | Mohannad Abdul-Raheem |
| 99 | Iraq (bandiera)           | C     | Maher Abdul-Hussein   |